# Montreuil-sur-Blaise
Montreuil-sur-Blaise is een gemeente in het Franse departement Haute-Marne (regio Grand Est) en telt 159 inwoners (2005). De plaats maakt deel uit van het arrondissement Saint-Dizier.

## Geografie
De oppervlakte van Montreuil-sur-Blaise bedraagt 1,4 km², de bevolkingsdichtheid is 113,6 inwoners per km².
De onderstaande kaart toont de ligging van Montreuil-sur-Blaise met de belangrijkste infrastructuur en aangrenzende gemeenten.

## Demografie
Onderstaande figuur toont het verloop van het inwonertal (bron: INSEE-tellingen).